# Rosa Chacha
Rosa Alba Chacha Chacha (8 de diciembre de 1982, Ambato), también conocida como Rosalba Chacha, es una corredora de larga distancia ecuatoriana. Ella compitió en la maratón de los Juegos Olímpicos de Londres 2012, colocándose en 83.ª con un tiempo de 2:40:57, un mejor tiempo.

## Vida personal
Rosalba Chacha nació el 8 de diciembre de 1982, en Ambato, Ecuador, pero desde su niñez ha vivido en Quito.
Su afición por el deporte la descubrió con tenía 9 años y empezó a competir en la escuela Antonio Nariño. 
Está casada con Jaime Catota con quien procreó a su hija Génesis.

## Carrera deportiva
Su entrenamiento siempre han estado bajo la supervisión de figuras como: Juan Araujo, Paul Ricaurte y Rodrigo Guerra.
En el año 2001, Chacha ganó el campeonato Sudamericano sub-23 en la competencia de Barquisimeto.
En 2006 ganó la 32ª Carrera Fiesta de la Fruta y de las Flores en Ambato, y también ganó la V Carrera del Sol, desarrollada por las calles de los cantones La Libertad y Salinas.
Chacha debutó en la maratón en Buenos Aires, el 10 de octubre de 2010, con un tiempo de 2:37:17  obteniendo el primer lugar, y clasificó al Mundial de Maratón 2011, en Daegu, Corea del Sur.
En los Juegos Panamericanos de Guadalajara 2011, Chacha llegó en al octavo puesto. El 9 de junio de 2011, en el Campeonato Iberoamericano de Buenos Aires, obtuvo su clasificación a los Juegos Olímpicos de Londres 2012.
El 7 de enero de 2012 ganó el primer lugar en los 21K de la media maratón de Orlando, Estados Unidos, con un tiempo de 1 hora 16 minutos.
Participó en los Juegos Olímpicos de Londres 2012, el 5 de agosto, ubicándose en el puesto 83a en la maratón de 42 kilómetros, con un tiempo de 2:40:57.
A mediados de 2013, Chacha tuvo varias derrotas deportivas y sufrió dos lesiones, esto la desanimó y llegó pensar en retirarse de las altas competencias, esto llevó a que sus colegas Manuel Cañar y Segundo Jami, su entrenador Fredy Vivanco, su médico José Reinhart, su psicólogo Guillermo Estévez y principalmente su hija Génesis quien le dijo que quería volver a verla ganar, impulsaron su regreso al deporte un año y medio más tarde, con una mejora progresiva en su carrera.
El 13 de octubre de 2013, Chacha ganó el tercer lugar en el Sudamericano de la Maratón de Buenos Aires, con un tiempo de 2h42:58, siendo superada por las kenianas Lucy Karimi y Emily Chepkorir.
En enero de 2014 durante los 12 km del campeonato nacional decampo a través organizado en Riobamba mientras competía se le cruzó un niño en bicicleta cayendo y dañándose la rodilla derecha, meses más tarde, en junio, ganó la media maratón de Panamá, en noviembre obtuvo el quinto lugar en la media maratón de Los Ángeles y en el Campeonato Sudamericano de Maratón, en Argentina, obtuvo la victoria.
El 22 de febrero de 2015, Chacha logró el cuarto lugar en la maratón de Sevilla, España, con un tiempo de 2h 35m 29s, superando su marca personal realizada en los Juegos Olímpicos de 2012, quedando a menos de un minuto de conseguir el tercer lugar obtenido por Mercy Jelimo. Con esta nueva marca personal logró también superar la marca mínima de clasificación de 2 horas y 37 minutos, para así lograr una triple clasificación al Mundial de Atletismo de Pekín, China 2015, a los Juegos Panamericanos de Toronto 2015 y a los Juegos Olímpicos de Río de Janeiro 2016.

## Mejor tiempo personal
- 5000 m: 16:17.75 min A –  Lima, 19 de junio de 2009
- 10,000 m: 34:51.14 min A –  Lima, 21 de junio de 2009
- Media maratón: 1:13:45 h –  Buenos Aires, 11 de septiembre de 2011
- Maratón: 2:35:29 h –  Sevilla, 22 de febrero de 2015